# Svatokupectví

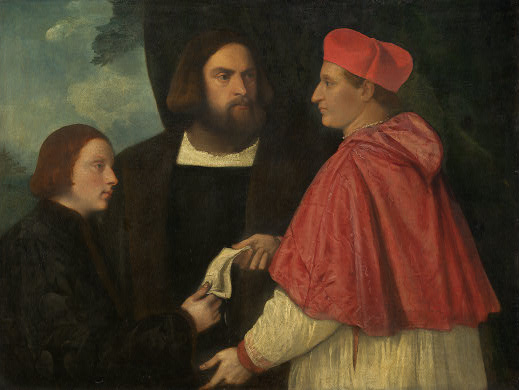
Kardinál Marco Cornaro (vpravo) předává beneficium carrarského kláštera synovci Marcovi, ze kterého se stal ve velmi nízkém věku opat laik. Uprostřed stojí Girolamo Cornaro (Tizian, 1520)

Svatokupectví (též používáno simonie z latinského simonia) je obchod s duchovními věcmi. Znamená prodávání nebo kupování hodnot duchovních (svátosti, rozhřešení, odpustky, církevní moc, jurisdikce) za hodnoty časné (peníze, protekce, různé služby nebo majetkové výhody) nebo prodávání a kupování časných hodnot, s nimiž jsou neodlučně spojeny hodnoty duchovní (např. církevní obročí ve stylu sine cura) nebo prodávání a kupování časných hodnot, k nimž se duchovní hodnoty připojují (např. když by někdo prodával nebo kupoval svěcený růženec, kalich aj. posvátné předměty, protože jsou posvěcené).
V Bibli má svatokupectví podklad ve Skutcích apoštolů, kdy konvertita Šimon chtěl získat od apoštolů za úplatu dary Ducha svatého a hrozilo mu za to zatracení: „Ať jsou tvé peníze zatraceny s tebou! To sis myslel, že Boží dar jde koupit za peníze?“  Od Šimonova jména je odvozen latinský termín simonia.
Od svatokupectví je třeba odlišovat poskytování nebo přijímání darů k výživě duchovních osob, které je dovoleno při posluhování některými svátostmi a svátostinami.
Všechny činy svatokupectví jsou hříšné a před právem neplatné. Kdo se provinil svatokupectvím smluvním reálným nebo svatokupectvím důvěrním, upadá v exkomunikaci.
V zákonech křesťanských římských císařů byla simonie kladena na stejnou úroveň jako velezrada, později byla považována za kacířství. Bujela hlavně ve středověku, kdy ve 2. polovině 11. století byla bojem o investituru sice omezena, ale teprve po tridentském koncilu (probíhal 1545–1563) dokonaleji utlumena.

## České země
- První významné obvinění ze simonie vznesl litoměřický probošt Jindřich ze Schönburgu proti pražskému biskupovi Janovi IV. z Dražic. Biskup se z nařčení jel očistit osobně na papežský dvůr do Avignonu, kde žil v letech 1318 až 1329. Obhájil se a navíc navázal důležité kontakty [2].
- Jan Hus sepsal systémové kritické dílo Knížky o svatokupectví (1412-1413), kde vyjmenoval všechny druhy a způsoby svatokupectví. Zařadil je mezi zásadní provinění kněží a žádal reformu církevních předpisů. Jeho závěry převzali husité a snažili se o nápravu bojovými prostředky.